# 朱黃魴鮄
朱黃魴鮄，為輻鰭魚綱鮋形目牛尾魚亞目黃魴鮄科的其中一種，分布於西大西洋區，包括墨西哥灣至巴西海域，棲息深度64-910公尺，體長可達30公分，為深海底棲性魚類，屬肉食性，生活在大陸棚及大陸坡。

## 擴展閱讀
維基物種上的相關：朱黃魴鮄